# Signo de una permutación

## Definición
Para cada permutación {\displaystyle \sigma } dentro del grupo de permutaciones {\displaystyle S_{n}}, el signo de {\displaystyle \sigma }, notado usualmente como {\displaystyle \varepsilon (\sigma )}, se define por:
{\displaystyle \varepsilon (\sigma )=(-1)^{\nu (\sigma )}=\det \varphi (\sigma ),\quad \forall \sigma \in S_{n},}
siendo {\displaystyle \nu (\sigma )} el número de trasposiciones de una descomposición cualquiera de {\displaystyle \sigma } en producto de trasposiciones, es decir, la paridad de {\displaystyle \sigma }. De otro lado, {\displaystyle \varphi :S_{n}\rightarrow \mathrm {GL} (n,\mathbb {R} )} es la aplicación que a cada permutación asocia la matriz {\displaystyle \sigma (Id)} que se obtiene permutando las filas de la matriz identidad según indica {\displaystyle \sigma }.

## Nota
- La aplicación {\displaystyle \varepsilon :S_{n}\rightarrow \{-1,1\}} es un homomorfismo de grupos entre {\displaystyle (S_{n},*){\textrm {~y~}}(\{-1,1\},\cdot )}, siendo {\displaystyle *} la operación de composición usual y {\displaystyle \cdot } el producto convencional.